# 앨리슨 모예
앨리슨 모예(Alison Moyet, 1961년 6월 18일 ~ )는 잉글랜드의 싱어송라이터이다.